# Fimbulheimen
Fimbulheimen är en platå i Antarktis. Den ligger i en del av Östantarktis som Norge gör anspråk på.